# Гранд-Джанкшн (Колорадо)
Гранд-Джанкшн (англ. Grand Junction) — місто (англ. city) в США, адміністративний центр округу Меса штату Колорадо. Населення — 65 560 осіб (2020), 15-е за кількістю жителів місто штату. Є разом з Аспеном популярним зимовим курортом штату у туристів.
До 1921 року річка Колорадо називалася Гранд-Рівер, Велика річка, звідки і пішла перша частина назви міста. Джанкшн англійською означає «з'єднання, перетин, точка розгалуження», що вказує на місце розташування міста в місці злиття двох річок.
Місто обслуговує однойменний аеропорт, через Гранд-Джанкшн проходять великі автомагістралі I-70, US 6 та US 50.

## Історія
Перші поселенці на місце майбутнього міста прийшли на початку 1880-х років, витіснивши ютів, які мешкали тут з середини XIV століття . У зв'язку з хорошим кліматом незабаром тут розкинулися фруктові сади і виноградники і, як наслідок, винокурні.

## Географія
Гранд-Джанкшн розташований за координатами 39°5′11″ пн. ш. 108°34′7″ зх. д. / 39.08639° пн. ш. 108.56861° зх. д. (39.086366, -108.568747)  у західній частині штату в місці впадання річки Ганнісон у Колорадо.  За даними Бюро перепису населення США в 2010 році місто мало площу 99,96 км², з яких 98,98 км² — суходіл та 0,97 км² — водойми.

### Клімат
Максимальна температура повітря в місті становила 41 ° С в липні 2005 року, мінімальна — −31 ° С в січні 1963 року. У рік в середньому випадає 230 мм опадів, з них 35 мм — сніг. В середньому на рік буває 3204 години з сонячною погодою.
| Клімат : Гранд-Джанкшн                             | Клімат : Гранд-Джанкшн | Клімат : Гранд-Джанкшн | Клімат : Гранд-Джанкшн | Клімат : Гранд-Джанкшн | Клімат : Гранд-Джанкшн | Клімат : Гранд-Джанкшн | Клімат : Гранд-Джанкшн | Клімат : Гранд-Джанкшн | Клімат : Гранд-Джанкшн | Клімат : Гранд-Джанкшн | Клімат : Гранд-Джанкшн | Клімат : Гранд-Джанкшн | Клімат : Гранд-Джанкшн |
| Показник                                           | Січ.                   | Лют.                   | Бер.                   | Квіт.                  | Трав.                  | Черв.                  | Лип.                   | Серп.                  | Вер.                   | Жовт.                  | Лист.                  | Груд.                  | Рік                    |
| Абсолютний максимум, °C                            | 16,7                   | 21,1                   | 27,2                   | 31,7                   | 38,3                   | 40,6                   | 41,1                   | 39,4                   | 37,8                   | 31,1                   | 24,4                   | 18,9                   | 41,1                   |
| Середній максимум, °C                              | 3,2                    | 7,4                    | 13,6                   | 18,5                   | 24,5                   | 30,9                   | 34,0                   | 32,1                   | 26,7                   | 19,0                   | 10,2                   | 3,6                    | 18,7                   |
| Середній мінімум, °C                               | −8,3                   | −4,6                   | −0,3                   | 3,4                    | 8,3                    | 13,5                   | 17,3                   | 16,3                   | 11,1                   | 4,4                    | −2,4                   | −7,5                   | 4,3                    |
| Абсолютний мінімум, °C                             | −30,6                  | −29,4                  | −15                    | −11,7                  | −4,4                   | 1,1                    | 6,7                    | 6,1                    | −2,2                   | −14,4                  | −20                    | −29,4                  | −30,6                  |
| Середня кількість сонячних годин на місяць         | 192,3                  | 204,4                  | 240,9                  | 278,0                  | 328,5                  | 359,3                  | 356,2                  | 329,8                  | 292,2                  | 255,1                  | 186,9                  | 180,0                  | 3203                   |
| Норма опадів, мм                                   | 15                     | 14                     | 23                     | 23                     | 22                     | 12                     | 15                     | 24                     | 30                     | 27                     | 19                     | 15                     | 239                    |
| Днів з опадами                                     | 5,9                    | 6,2                    | 7,3                    | 7,3                    | 6,4                    | 4,1                    | 5,3                    | 6,7                    | 7,0                    | 6,5                    | 5,9                    | 5,7                    | 74,3                   |
| Днів зі снігом                                     | 4,7                    | 3,6                    | 2,4                    | 0,9                    | 0,1                    | 0                      | 0                      | 0                      | 0                      | 0,6                    | 2,2                    | 4,6                    | 19,1                   |
| Вологість повітря, %                               | 69.7                   | 60.4                   | 50.1                   | 40.3                   | 36.3                   | 29.4                   | 33.5                   | 36.6                   | 38.8                   | 45.6                   | 58.5                   | 68.0                   | 47.3                   |
| -------------------------------------------------- | ---------------------- | ---------------------- | ---------------------- | ---------------------- | ---------------------- | ---------------------- | ---------------------- | ---------------------- | ---------------------- | ---------------------- | ---------------------- | ---------------------- | ---------------------- |
| Джерело: NOAA (sun 1961–1990), The Weather Channel |                        |                        |                        |                        |                        |                        |                        |                        |                        |                        |                        |                        |                        |

## Демографія
Згідно з переписом 2010 року, у місті мешкало 58 566 осіб у 24 311 домогосподарстві у складі 14 223 родин. Густота населення становила 586 осіб/км².  Було 26170 помешкань (262/км²).
Расовий склад населення:
| - 88,7 % — білих - 1,1 % — азіатів - 1,0 % — корінних американців - 0,8 % — чорних або афроамериканців - 0,1 % — вихідців з тихоокеанських островів - 5,6 % — осіб інших рас |

До двох чи більше рас належало 2,7 %. Частка іспаномовних становила 13,9 % від усіх жителів.
За віковим діапазоном населення розподілялося таким чином: 21,2 % — особи молодші 18 років, 63,2 % — особи у віці 18—64 років, 15,6 % — особи у віці 65 років та старші. Медіана віку мешканця становила 36,7 року. На 100 осіб жіночої статі у місті припадало 97,8 чоловіків;  на 100 жінок у віці від 18 років та старших — 96,6 чоловіків також старших 18 років.
Середній дохід на одне домашнє господарство  становив 61 491 долар США (медіана — 45 358), а середній дохід на одну сім'ю — 73 591 долар (медіана — 59 650). Медіана доходів становила 47 697 доларів для чоловіків та 35 694 долари для жінок. За межею бідності перебувало 18,9 % осіб, у тому числі 25,3 % дітей у віці до 18 років та 9,0 % осіб у віці 65 років та старших.
Цивільне працевлаштоване населення становило 26 752 особи. Основні галузі зайнятості: освіта, охорона здоров'я та соціальна допомога — 24,7 %, роздрібна торгівля — 13,6 %, науковці, спеціалісти, менеджери — 10,5 %, мистецтво, розваги та відпочинок — 10,0 %.

## Економіка
Найбільші роботодавці міста на 2011 рік:
1. Шкільний округ №51 «Долина округу Меса»[en] — 2554 особи
2. «Міський ринок»[en] — 1656
3. Госпіталь Святої Марії — 1494
4. Адміністрація штату — 973
5. Адміністрація округу — 962
6. Halliburton — 855
7. Walmart — 775
8. Адміністрація міста — 625
9. Veterans Health Administration — 600
10. Громадська лікарня — 583

## Галерея

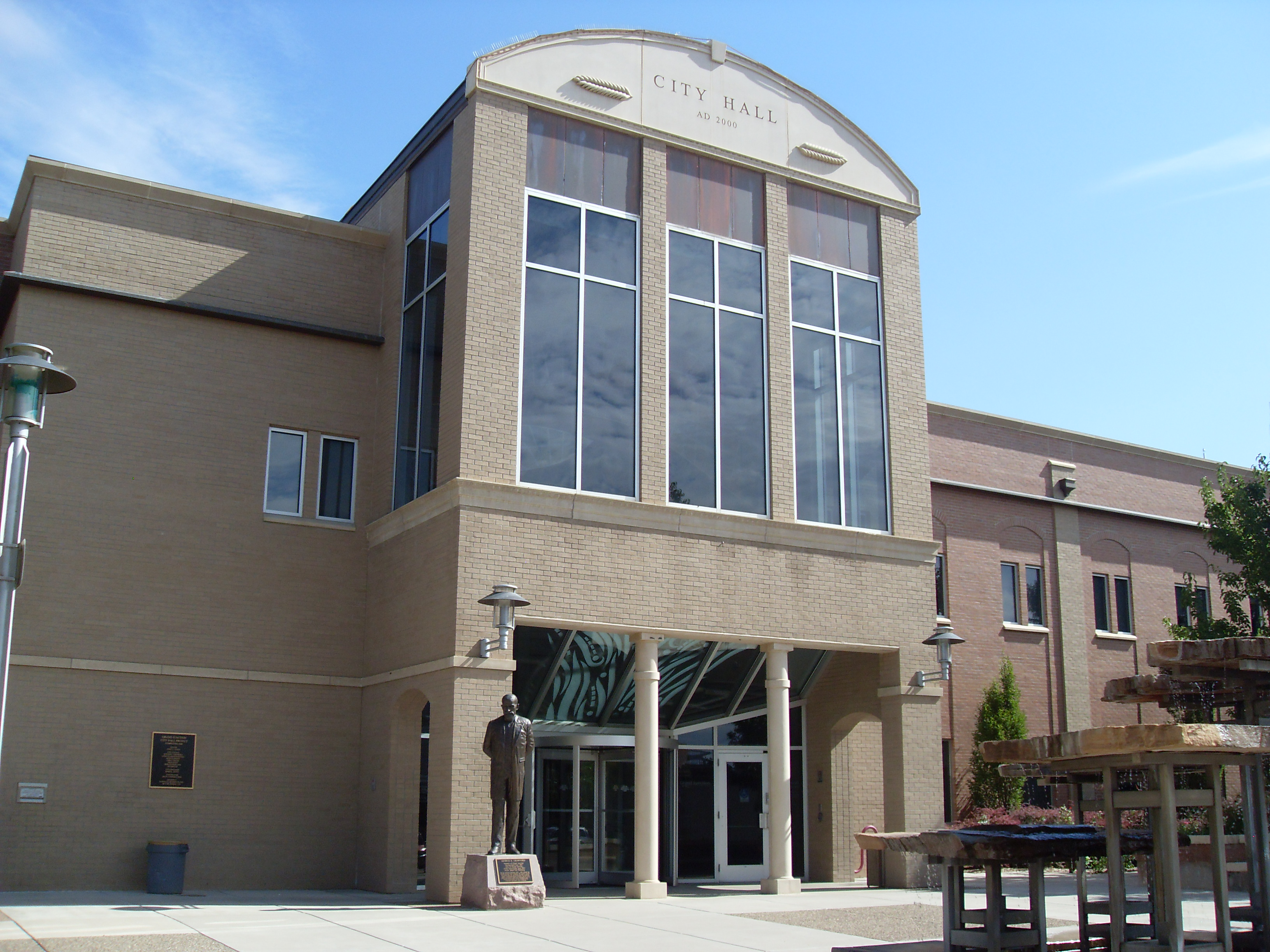
Мерія
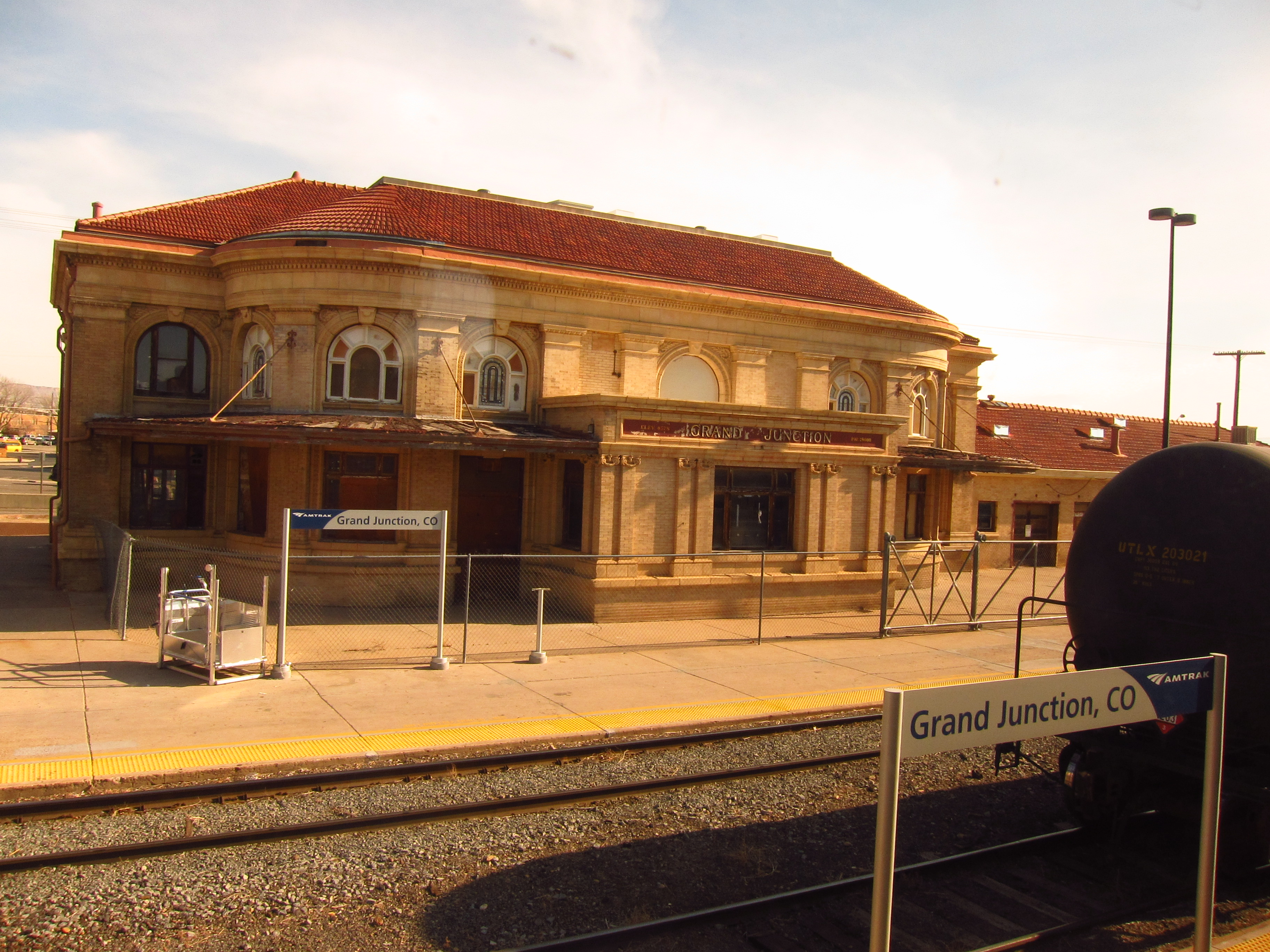
Історична залізнична станція
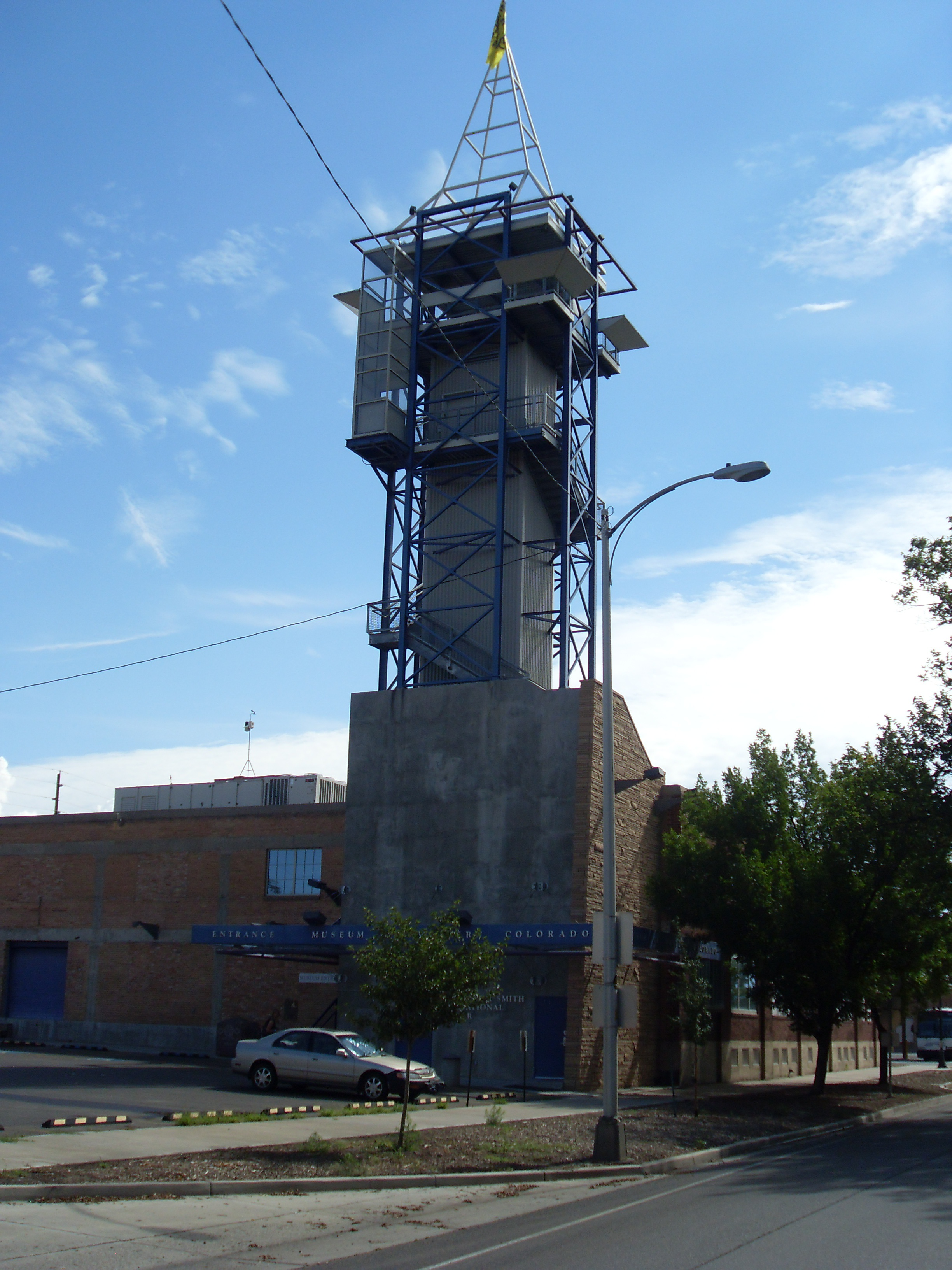
Освітня вежа